# Памятник Энгельгардту
Памятник Энгельгардту — ныне несуществующий памятник герою партизанского движения в Смоленской губернии во время Отечественной войны 1812 года отставному подполковнику Павлу Энгельгардту, расстрелянному французами.

## История памятника

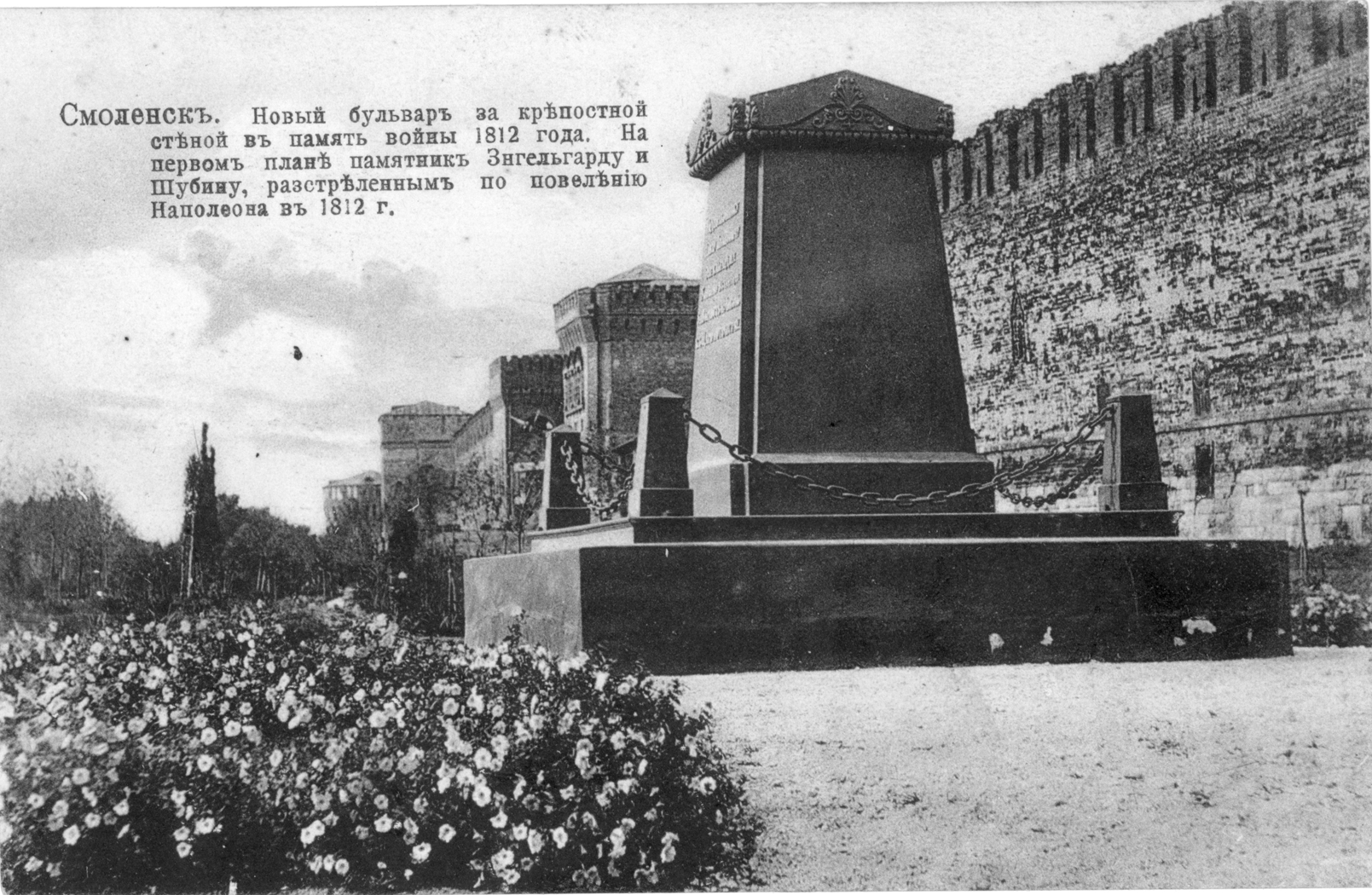
Памятник Энгельгардту на открытке начала XX века.

После того, как 15 октября 1812 года подполковник Павел Энгельгардт был расстрелян, его вдова на месте расстрела у южной стороны Смоленской крепостной стены поставила небольшой памятник. В 1833 году, когда российский император Николай I проезжал через Смоленск, он заметил ветхий памятник и приказал поставить новый. Памятник был отлит на Александровском литейном заводе из чугуна и установлен в 1835 году на месте прежнего. На памятнике имелась надпись:
Подполковнику Павлу  Ивановичу Энгельгардту, умершему в 1812 году за верность и любовь к Царю и отечеству.
В 1886 году на памятник была добавлена надпись о казнённом на том же месте 24 октября 1812 года другом партизане Отечественной войны 1812 года — Семёне Шубине.
Когда в 1911 году Смоленская городская дума постановила устроить бульвар 1812 года (ныне — Сквер Памяти Героев), начинавшийся от Ильинского пролома, по плану завершаться он должен был у памятника Энгельгардту и Шубину.
После Октябрьской революции памятник Энгельгардту и Шубину был демонтирован. Дальнейшая его судьба неизвестна. В настоящее время недалеко от места, где стоял памятник, на доме № 2 по улице Дзержинского установлена мемориальная доска в память Энгельгардта.